# Cervone Ozero, Dolînska
Cervone Ozero (în ucraineană Червоне Озеро) este un sat în comuna Malovodeane din raionul Dolînska, regiunea Kirovohrad, Ucraina.

## Demografie
Componența lingvistică a localității Cervone Ozero
     Ucraineană (92,74%)
     Rusă (2,95%)
     Română (1,36%)
     Belarusă (1,13%)
Conform recensământului din 2001, majoritatea populației localității Cervone Ozero era vorbitoare de ucraineană (92,74%), existând în minoritate și vorbitori de rusă (2,95%), română (1,36%) și belarusă (1,13%).